# Matterhorn (film)
Matterhorn je nizozemský hraný film z roku 2013, který režíroval Diederik Ebbinge podle vlastního scénáře. Film popisuje osud muže, jehož dosavadní život je narušen neznámým bezdomovcem. Snímek měl světovou premiéru na Mezinárodním filmovém festivalu v Rotterdamu 7. února 2013, v ČR byl uveden na filmovém festivalu Febiofest v roce 2014.

## Děj
Vdovec Fred je silně věřící, kteří žije osaměle na venkově v pravidelně se opakujícím rytmu. Jednoho dne se ve vesnici objeví podivný tulák. Fred ho ze soucitu vezme k sobě domů a pokusí se mu vštípit určité civilizační návyky. Bezdomovec Theo je mentálně zaostalý. Po vesnici se začnou šířit drby a kdosi na Fredův dům napíše Sodoma a Gomora. Fred, ač mu hrozí vyloučení z církevní obce, se zatvrdí a rozhodne se tuláka přihlásit k sobě domů. Na úřadě tak zjistí nejenom jeho bydliště, ale i to, že je ženatý. Zjistí, že Theo bydlí v nedaleké vesnici, kde o něj pečuje jeho manželka Saskia. Ta mu vysvětlí, že Theo měl autonehodu, při které si poškodil mozek. Fredova manželka také zemřela při nehodě. Dohodnou se, že Theo, který potřebuje ve svém životě pevný řád, bude bydlet u Freda. Fred se posléze usmíří nejen se sousedem Johanem, který mu stále nemůže zapomenout, že mu kdysi přebral snoubenku, ale i se svým synem, kterého před lety vyhodil z domu, protože je gay. Spolu s Theem odjedou do Švýcarska na Matterhorn, kde kdysi požádal svou ženu o ruku.

## Obsazení
| René van 't Hof    | Theo                 |
| Ton Kas            | Fred                 |
| Kees Alberts       | Johan                |
| Lucas Dijker       | Jongen               |
| Porgy Franssen     | Kamps                |
| Alex Klaasen       | Zoon Fred            |
| Elise Schaap       | Trudy                |
| Ariane Schluter    | Saskia               |
| Sieger Sloot       | otec na dětské párty |
| Michel Sluysmans   | městský úředník      |
| Helmert Woudenberg | kněz                 |